# هجرة الخلية
هجرة الخلايا (بالإنجليزية: Cell migration)‏ هي عملية مركزية في تطوير وصيانة الكائنات متعددة الخلايا. يتطلب تكوين الأنسجة أثناء التكون الجنيني والتئام الجروح والاستجابات المناعية حركة منسقة للخلايا في اتجاهات معينة إلى مواقع محددة. غالبًا ما تهاجر الخلايا استجابةًً لإشارات خارجية محددة ، بما في ذلك الإشارات الكيميائية والإشارات الميكانيكية [الإنجليزية]. الأخطاء خلال هذه العملية لها عواقب وخيمة، بما في ذلك الإعاقة الذهنية وأمراض الأوعية الدموية وتشكيل الأورام والانبثاث. قد يؤدي فهم الآلية التي تهاجر بها الخلايا إلى تطوير استراتيجيات علاجية جديدة للتحكم في الخلايا السرطانية المنتشرة على سبيل المثال.

## وصلات خارجية
- Cell Migration Gateway الخلوي تعد بوابة الترحيل الخلوية موردًا شاملاً يتم تحديثه بانتظام حول ترحيل الخلايا.
- The Cytoskeleton and Cell Migration جولة في الصور ومقاطع الفيديو من قبل مختبر JV الصغير في سالزبورغ وفيينا.